# Куп Мађарске у фудбалу 1973/74.
Куп Мађарске у фудбалу 1973/74. (мађ. 1973–1974-es magyar labdarúgókupa) је било 34. издање серије, на којој је екипа ФК Ференцвароша тријумфовала по 12. пут.

## Четвртфинале[2]
| Тим #1             | Резултат | Тим #2         |
| ------------------ | -------- | -------------- |
| 1974.              |          |                |
| Печуј Мечек ФК     | 3 : 1    | Ђер Раба ЕТО   |
| 1974.              |          |                |
| ФК Вашуташ Сегедин | 0 : 1    | ФК Ференцварош |
| 1974.              |          |                |
| ФК Комло Бањас     | 3 : 0    | ФК Еђетертеш   |
| 1974.              |          |                |
| ФК Ампере          | 1 : 2    | ФК Чепел       |

## Полуфинале
| Тим #1          | Резултат | Тим #2         |
| --------------- | -------- | -------------- |
| 24. април 1974. |          |                |
| ФК Комло Бањас  | 0 : 0    | Печуј Мечек ФК |
| 24. април 1974. |          |                |
| ФК Ференцварош  | 2 : 1    | ФК Чепел       |

## Финале[3]
| ФК Ференцварош                                         | 3 : 1    | ФК Комло Бањас          |
| ------------------------------------------------------ | -------- | ----------------------- |
| Јожеф Муха 70’ · Иштван Мађар 77’ · Густав Келемен 90’ | Извештај | Ференц Ејпел 21’ (а.г.) |